# Telmatherina celebensis
Telmatherina celebensis är en fiskart som beskrevs av Boulenger, 1897. Telmatherina celebensis ingår i släktet Telmatherina och familjen Telmatherinidae. IUCN kategoriserar arten globalt som sårbar. Inga underarter finns listade i Catalogue of Life.